# 十方佛
十方佛，又称十方诸佛，佛教用語，指的是法界十方的佛陀:139-162，有時每個方向具體舉一尊佛爲代表，十方就舉出十尊佛，在不同經典裡列舉不同。

## 泛稱
大乘佛教認為法界十方有無數個世界，每個世界都有一尊佛陀教化。因此以十方諸佛泛稱所有的佛陀。

## 具體的十方佛
舉出十尊佛時，可以指：
- 东方善德佛，东南无忧德佛，南方旃檀德佛，西南宝施佛（亦有寫作寶勝佛），西方无量明佛，西北华（花）德佛，北方相德佛，東北方三乘行佛，上方廣眾德佛，下方明德佛。[1]:139-162[2]

- 東方阿閦佛，東南方持地佛，南方普滿佛，西南方那羅延佛，西方無量壽佛，西北方月光面佛，北方難勝佛，東北方寂諸根佛，上方無量勝佛，下方實行佛。[1]:139-162

- 東方不动佛、南方日月光佛、西方無量壽佛、北方無量光嚴通達覺慧佛、下方一切妙法正理常放火王勝德光明佛、上方梵音佛、東南方最勝廣大雲雷音王佛、西南方最勝日光名稱功德佛、西北方無量功德火王光明佛、東北方無數百千俱胝廣慧佛。[3]

- 東方不動智佛、南方無礙智佛、西方滅暗智佛、北方威儀智佛、東北方明相智佛、東南方究竟智佛、西南方最勝智佛、西北方自在智佛、下方梵智佛、上方觀察智佛[4]。釋宣化將無礙智佛、滅暗智佛、威儀智佛分別解釋為寶生佛、阿彌陀佛、不空成就佛[5]。

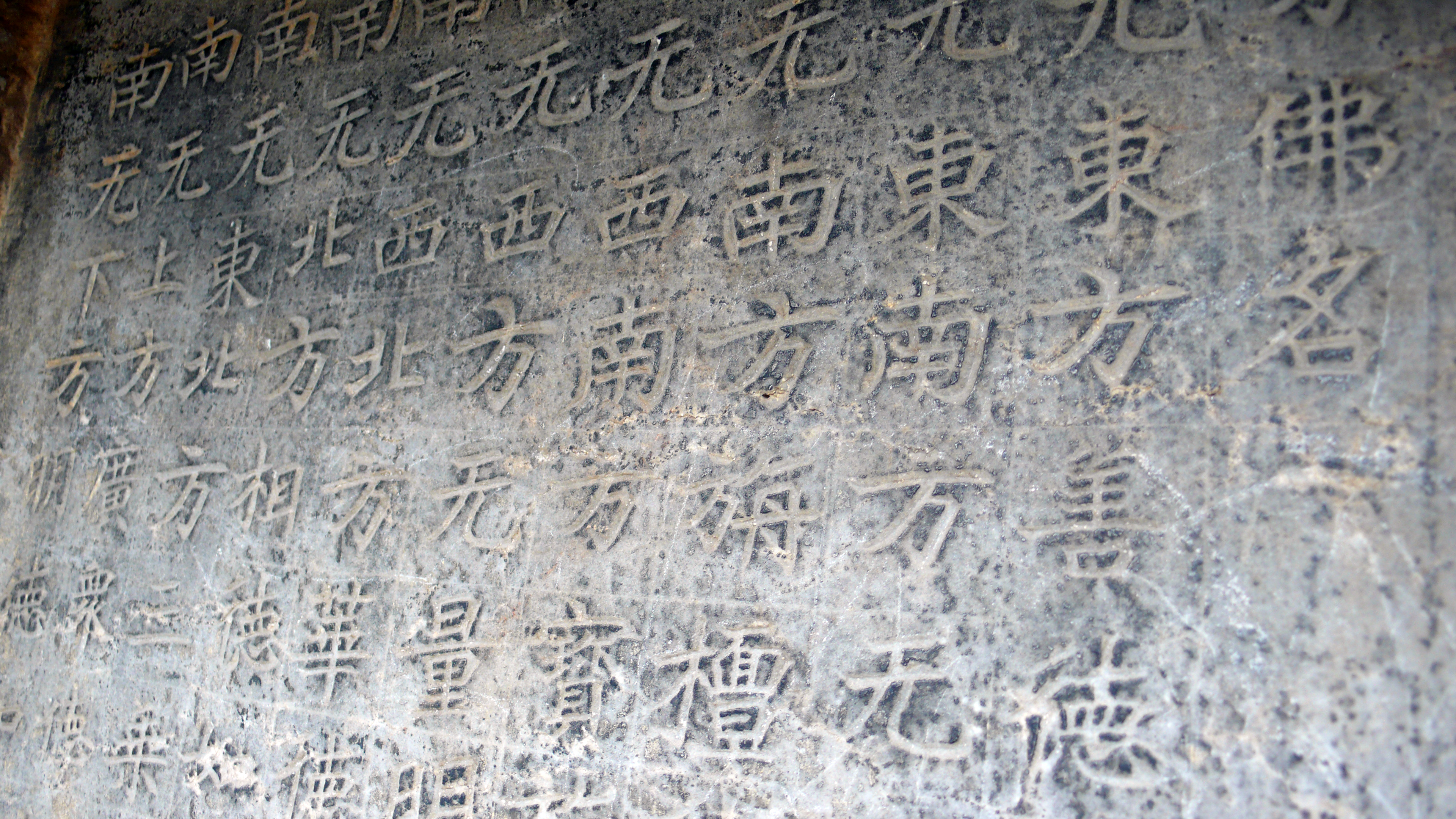
灵泉寺石窟一处窟龛。刻有十方佛名